# Guatlla blava asiàtica
La guatlla blava asiàtica (Synoicus chinensis) és una espècie d'ocell de la família dels fasiànids (Phasianidae). Aquesta guatlla és l'espècie més petita de l'ordre dels gal·liformes (Galliformes) i tradicionalment ha estat inclosa al gènere Coturnix.

## Morfología
- Fa 11 - 15 cm de grandària, amb un pes d'uns 40 grams.
- El mascle a la natura es caracteritza per un plomatge marró motejat de negre a les parts superiors, pit i flancs de color gris blavós, ventre i zona posterior color canyella. Barbeta i gola amb un disseny amb algunes bandes blanques i negres
- La femella té en general un aspecte més apagat, amb coloració bruna, clapejada amb petites taques de color marró i beix.
- En ambient domèstic, es troben individus de colors variats, com ara blancs, argent o negre.

## Hàbitat i distribució
Habita praderies, zones pantanoses, garrigues i terres de conreu, fins als 2000 m, a l'Índia, Sri Lanka i el sud-est de la Xina, illes de Hainan i Taiwan, sud-est asiàtic, illes Andaman i Nicobar, Indonèsia, Filipines, Nova Guinea, arxipèlag de Bismarck i costes septentrional i oriental d'Austràlia. S'ha introduït en alguns indrets, com les illes Mascarenyes i Guam.

## Reproducció

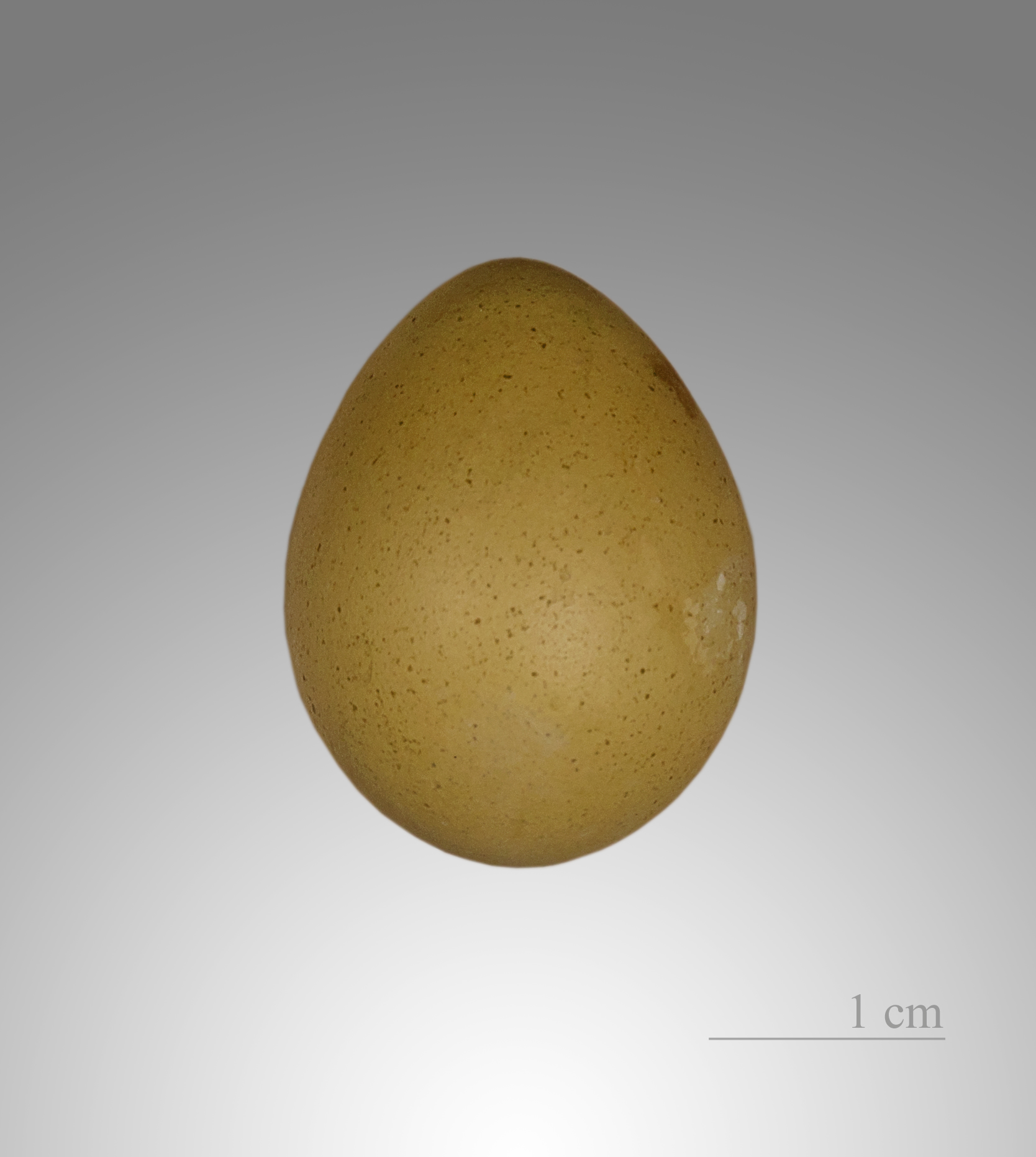
Coturnix chinensis

La posta varia entre 4 i 8 ous que coven entre 18 i 19 dies.

## Alimentació
Principalment mengen llavors, però també alguns insectes i petits invertebrats.

## Taxonomia
Aquesta espècie ha estat inclosa també als gèneres Excalfactoria i Coturnix.
S'han descrit 8 subespècies dins aquesta espècie:
- Excalfactoria chinensis chinensis (Linnaeus) 1766. Índia, Sri Lanka, sud-est asiàtic, sud-est de la Xina i Taiwan
- Excalfactoria chinensis colletti Mathews 1912. Nord d'Austràlia.
- Excalfactoria chinensis lepida Hartlaub 1879. Arxipèlag de Bismarck.
- Excalfactoria chinensis lineata (Scopoli) 1786. Filipines, Borneo, Sulawesi i les illes Sula.
- Excalfactoria chinensis novaeguineae Rand 1941. Boscos de muntanya de Nova Guinea.
- Excalfactoria chinensis palmeri Riley 1919. Java i Sumatra.
- Excalfactoria chinensis papuensis Mayr et Rand 1936. Sud-est de Nova Guinea.
- Excalfactoria chinensis trinkutensis Richmond 1902. Illes Andaman i Nicobar.
- Excalfactoria chinensis victoriae Mathews 1912. Austràlia Oriental.